# Operační zesilovač

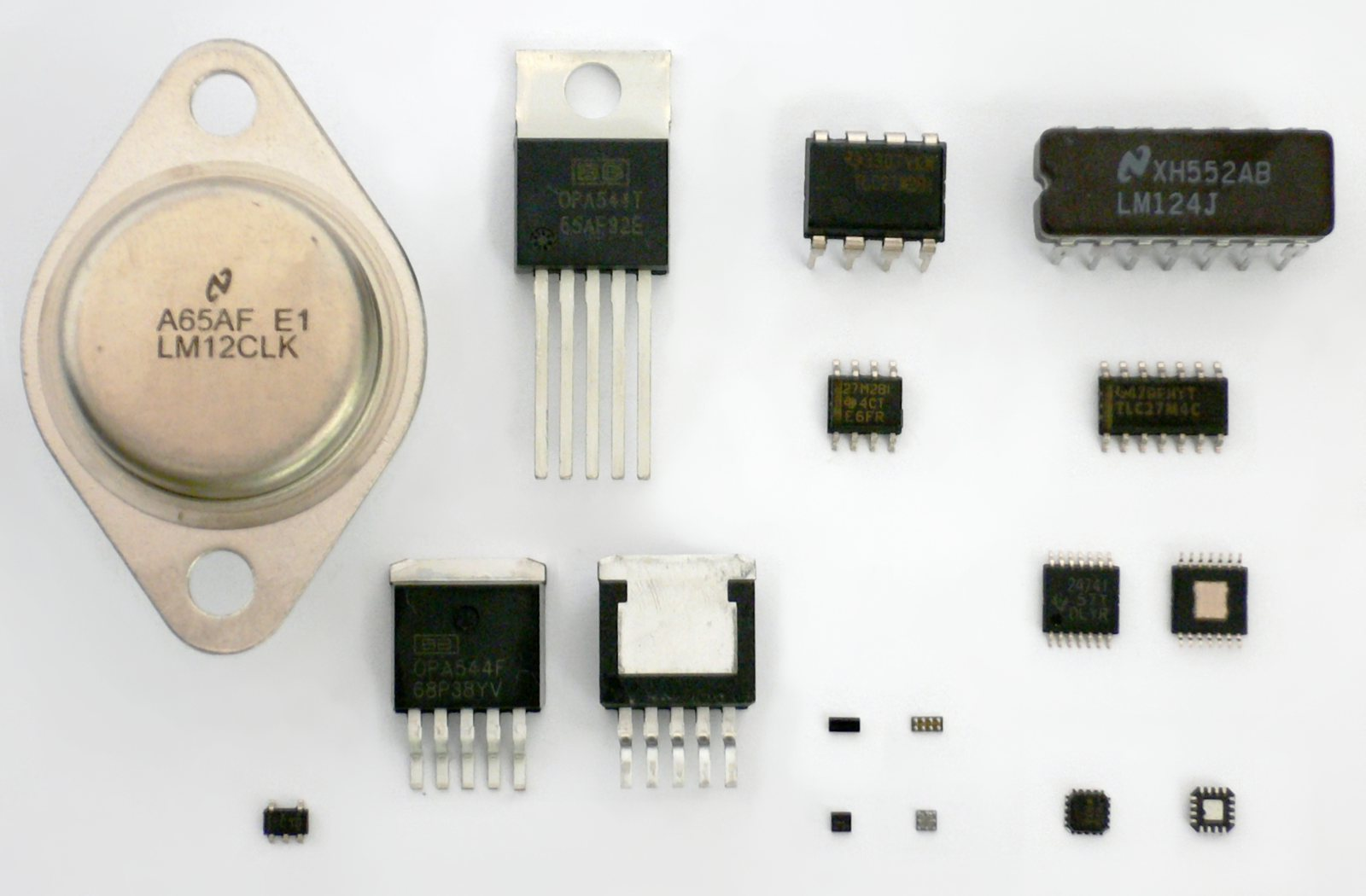
Různé typy operačních zesilovačů.

Operační zesilovač (zkratka OZ) je univerzální stejnosměrný zesilovací analogový elektronický obvod, jenž je základním prvkem analogových elektronických systémů. Operační zesilovač je často v praxi pro výpočty nahrazován ideálním operačním zesilovačem.

## Historie

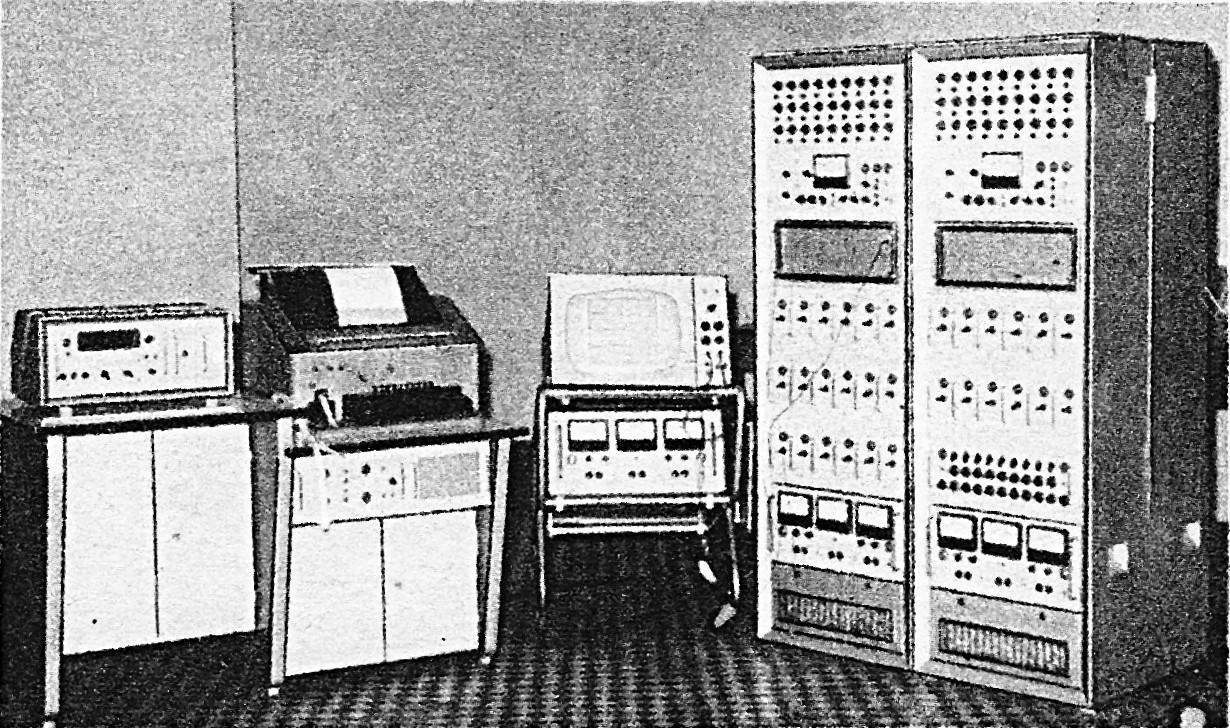
Analogový počítač ELWAT.

Operační zesilovače byly původně vyvinuty pro realizaci matematických operací (odtud pak jejich název) v éře analogových počítačů.
První operační zesilovače byly konstruovány z elektronek a později se přešlo na polovodičové diskrétní součástky. Dnešní operační zesilovače jsou téměř výhradně konstruovány jako integrované obvody (IO), přičemž často jeden takový IO sdružuje několik OZ.

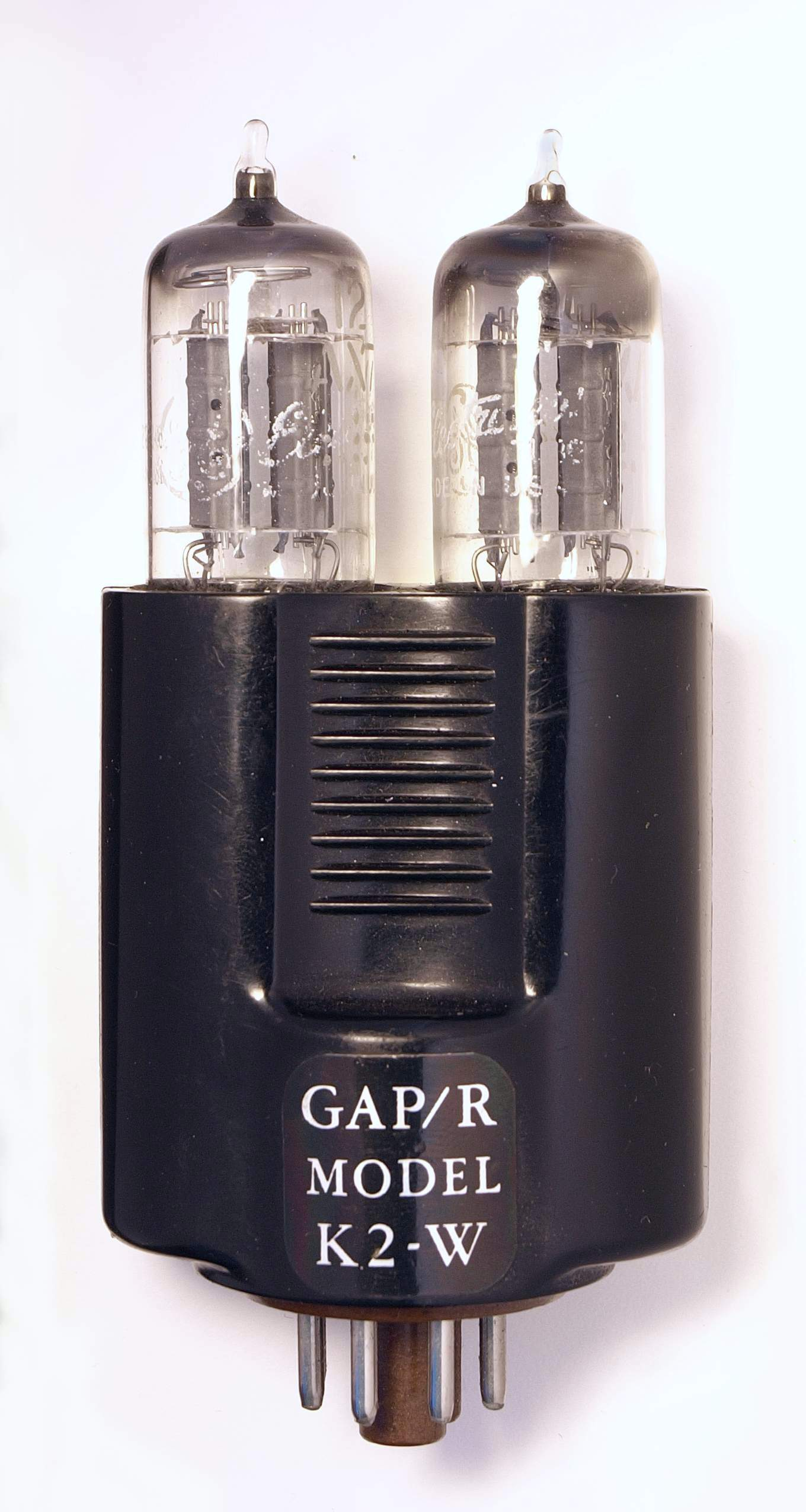
OZ K2-W.

První integrované operační zesilovače pocházejí z konce 60. let 20. století. Vůbec první byl obvod Fairchild μA709, ale ten byl brzy vytlačen obvodem μA741, který je naprostou klasikou ve světě operačních zesilovačů a vyrábí jej mnoho firem v mnoha provedeních dodnes. Oba uvedené typy, jakož i řada dalších OZ, jsou konstruovány pouze z bipolárních tranzistorů.

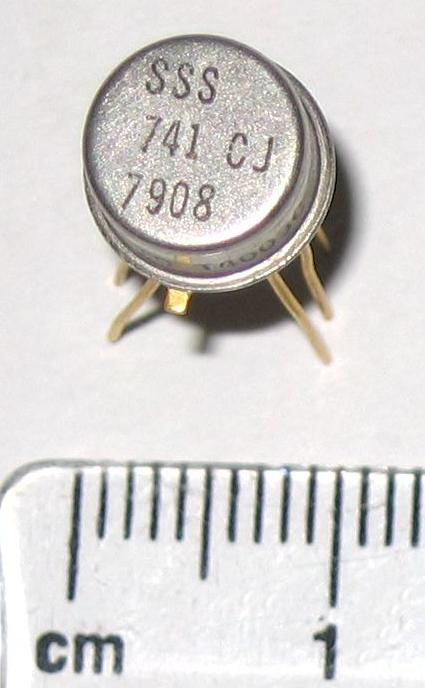
Operační zesilovač µA741 v pouzdře TO-5

Teprve v 70. letech se začaly v OZ používat unipolární tranzistory FET a v 80. letech tranzistory MOSFET. Tyto součástky výrazně zlepšují parametry OZ, takže se téměř blíží ideálnímu OZ. Konstrukce mnohých OZ vybavených unipolárními tranzistory ovšem stále vychází z klasického obvodu 741, u něhož je pouze několik bipolárních tranzistorů zaměněno za unipolární.
Během třicetiletého vývoje operačních zesilovačů se těžiště jejich aplikací přeneslo z výzkumných laboratoří i do průmyslového využití.

## Stavba

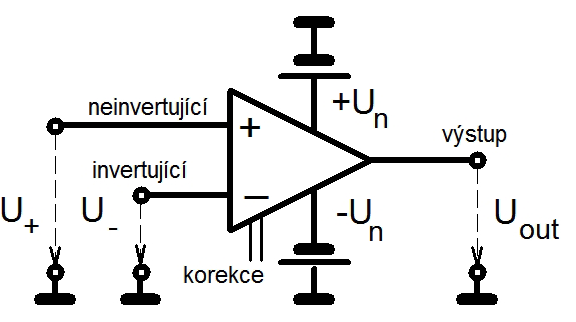
Symbolické značení operačního zesilovače s těmito vývody:
1. napájecí vývody +U_{n}, -U_{n}
2. vývody frekvenční korekce
3. výstup operačního zesilovače U_{out}
4. neinvertující vstup U+ –
5. invertující vstup U-

Operační zesilovač funguje jako rozdílový (diferenční) napěťový zesilovač s vysokým ziskem, se stejnosměrnou vnitřní vazbou (modulární stavbou), diferenčními vstupy (invertujícím označovaným – a neinvertujícím označovaným +) a obvykle jednoduchým výstupem.
Vývody frekvenční korekce se používají k potlačení zákmitů operačního zesilovače, není-li vybaven vnitřní korekcí. Je-li invertující vstup U− uzemněn a signál přiveden na neinvertující vstup, pak signál na výstupu je ve fázi se vstupním signálem.
Je-li neinvertující vstup U+ uzemněn a signál přiveden na invertující vstup, pak signál na výstupu je fázově posunut o 180° vzhledem ke vstupnímu signálu.
Některé speciální operační zesilovače ale bývají vybaveny diferenčním výstupem. Vzhledem k vysokému zisku jsou obvody konstruované s operačními zesilovači většinou vybavené zápornou zpětnou vazbou, která téměř výhradně určuje jejich chování.

### Vnitřní zapojení

Vnitřní zapojení klasického operačního zesilovače 741 skládá se z následujících bloků:
Vstupní diferenční zesilovač (modře orámovaná část)
Napěťový zesilovač (purpurově orámovaná část)
Výstupní zesilovač (azurově orámovaná část)
Proudová zrcadla (červeně orámované části)

Vnitřní struktura operačního zesilovače je většinou tvořena třemi zesilovacími stupni. Vstupní zesilovací stupeň je tvořen diferenčním zesilovačem s velkým zesílením rozdílu vstupních signálů U+ – U− (zesílení rozdílového signálu Ad) a nízkým zesílením souhlasných signálů, přivedených současně na oba vstupy (zesílení souhlasného signálu Ag). Diferenční vstupní zesilovač má velký vstupní odpor. Za vstupním zesilovacím stupněm následuje jeden nebo několik středních zesilovacích stupňů, které zajišťují napěťové i proudové zesílení. Postupné napěťové zesílení je nutné pro zabezpečení velkého zesílení operačního zesilovače, proudové zesílení je potřebné pro činnost jeho koncového stupně, který má malý výstupní odpor.

## Vlastnosti operačních zesilovačů

### Zesílení rozdílového signálu
Zesílení rozdílového signálu Ad může být vyjádřeno jako
{\displaystyle A_{d}={\frac {\triangle U_{out}}{\triangle U_{d}}}={\frac {\triangle U_{out}}{U_{+}-U_{-}}}}
- {\displaystyle A_{d}} je zesilovací činitel
- {\displaystyle \triangle U_{out}} je rozdíl mezi výstupním napětím a zemí
- {\displaystyle \triangle U_{d}} je rozdíl mezi napětím na neinvertujícím a invertujícím vstupu
- {\displaystyle U_{+}} je napětí na neinvertujícím vstupu
- {\displaystyle U_{-}} je napětí na invertujícím vstupu

U reálných operačních zesilovačů leží v intervalu 80 -100 dB, nazývá se vlastním zesílením (zesílení bez zpětné vazby).

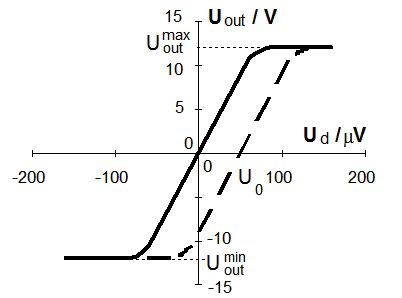
Závislost výstupního napětí U_{out} na rozdílu vstupních napětí U_{d}

V intervalu {\displaystyle U_{out}^{min}-U_{out}^{max}} výstupní napětí Uout závisí na Ud téměř lineárně, tato oblast se nazývá oblastí zesílení. V oblasti ({\displaystyle U_{out}>U_{out}^{max}} nebo {\displaystyle U_{out}<U_{out}^{min}}) změna Ud nevyvolá změnu výstupního napětí. OZ je v saturaci.
Zesilovací charakteristika ideálního operačního zesilovače prochází počátkem (plná křivka na obrázku). Zesilovací charakteristika reálného operačního zesilovače (čárkovaná křivka na obrázku) je posunuta na ose Ud o veličinu U0. Posun zesilovací charakteristiky U0 může být u většiny operačních zesilovačů zanedbán nebo vykompenzován. V praxi se tento posun zanedbává.

### Zesílení souhlasného signálu Ag
Je-li na invertující i neinvertující vstup přivedeno současně shodné napětí Us, rozdíl vstupních napětí Ud se nemění a v souladu se vztahem pro zesílení rozdílového signálu se výstupní napětí Uout také nemění. Ve skutečnosti u reálných operačních zesilovačů toto neplatí a zesílení souhlasného signálu definováno vztahem
{\displaystyle A_{s}={\frac {\triangle U_{out}}{\triangle U_{s}}}}
není rovno nule. Zesílení As je u reálných operačních zesilovačů přibližně rovno jedné. Neideálnost operačních zesilovačů je často charakterizováno tzv. činitelem potlačení souhlasného rušení CMRR (Common Mode Rejection Ratio-poměr)[bezrozměrné číslo] nebo jen CMR-[dB], které je definováno jako
{\displaystyle CMRR={\frac {A_{d}}{A_{s}}}}
a je přibližně rovno 70-75 dB (u kvalitnějších OZ 110 – 140 dB)

### Vstupní odpor
Reálné operační zesilovače mají konečný vstupní odpor. Rozlišujeme vstupní odpor vůči rozdílovému signálu Rd a vstupní odpor vůči souhlasnému signálu Rg. V operačních zesilovačích s bipolárními tranzistory vstupní odpor vůči rozdílovému signálu Rd nabývá hodnot miliónů Ohmů (megaohm) a vstupní odpor vůči souhlasnému signálu může být až o tři řády větší a je vyjádřen v miliardách ohmů (gigaohm).

### Kmitočtová charakteristika

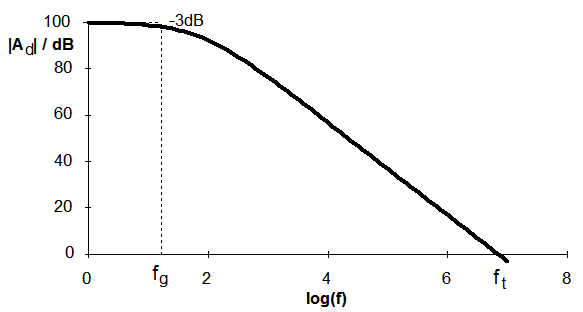
Frekvenční (kmitočtová) charakteristika univerzálního operačního zesilovače

Kmitočtová charakteristika univerzálního operačního zesilovače je totožná s kmitočtovou charakteristikou dolnofrekvenční propusti. Při kmitočtech signálu větších než fg (fg – mezní kmitočet, na kterém modul zesílení |Ad| klesne o 3 dB) je |Ad| nepřímo úměrné kmitočtu. Zesílení klesá o 6 dB na oktávu. Na kmitočtu ft modul zesílení |Ad| = 1.

## Ideální operační zesilovač
Výstupní napětí operačního zesilovače se vypočítá jako:
{\displaystyle U_{out}=A\cdot (U_{+}-U_{-})}
kde
- - Uout je výstupní napětí
  - U+ je napětí na neinvertujícím vstupu
  - U- je napětí na invertujícím vstupu
  - A je zesílení (označované také jako zisk) operačního zesilovače v otevřené smyčce (bez zpětné vazby)

Ideální operační zesilovač má následující vlastnosti:
1. nekonečně velké napěťové zesílení (A = ∞)
2. nekonečně velký vstupní odpor (Rin = ∞)
3. nulový výstupní odpor (Rout= 0)
4. nulové výstupní napětí (Uout = 0) při rovnosti napětí na vstupech (U+ = U- ) (též nulové offsetové napětí)
5. nekonečně velká šířka pásma (nulové zpoždění signálu procházejícího zesilovačem) a tím pádem schopnost zesilovat od nulové do nekonečné frekvence
6. nulový šum
7. žádný z parametrů nezávisí na teplotě

V praxi žádná z výše uvedených vlastností neplatí, avšak v mnohých aplikacích se k nim můžeme přiblížit s dostatečnou přesností. Například, je-li zesílení omezeno prostřednictvím zpětné vazby na hodnotu 20 dB, můžeme zesílení vlastního zesilovače o hodnotě 80 dB s dostatečnou přesností považovat za nekonečné.

## Reálný operační zesilovač
Ve skutečnosti neexistují ideální operační zesilovače. Reálné operační zesilovače se charakterizují řadou parametrů:

### Stejnosměrné parametry
- Zisk není nekonečný – projevuje se to zejména v obvodech, které mají mít zisk blížící se vnitřnímu zisku OZ
- Vstupní odpor není nekonečný – to omezuje maximální použitelné odpory zpětnovazebních obvodů
- Nenulový výstupní odpor – zpravidla nehraje roli, protože dříve se projeví výkonové limity součástky
- Nenulový vstupní proud – do vstupů teče řádově desítka nA u bipolárních a jednotky pikoampér u unipolárních OZ
- Nenulové offsetové napětí – při shodě napětí na vstupu není nulové napětí na výstupu. U přesných obvodů se musí offset kompenzovat vnějšími součástkami nebo má OZ speciální kompenzační vstupy

### Střídavé parametry
- Konečná šířka pásma – vnitřní zisk OZ se snižuje se zvyšující se frekvencí, takže OZ dokáže zesilovat pouze do určité frekvence
- Vstupní kapacita – hraje vliv zejména u vysokofrekvenčních obvodů postavených z OZ

### Nelinearity
- Saturace – výstupní napětí je omezené (zpravidla dosahuje hodnot blížících se napájecímu napětí)
- Rychlost přeběhu SR (Slew Rate) V/s – rychlost změny výstupního napětí není nekonečná. Zpravidla je omezena vnitřními kapacitami obvodu. Je to reakce výstupu na změnu vstupu.
- Nelineární přenosová funkce – výstupní napětí není přesně lineárně závislé na vstupním

### Výkonové parametry
- Omezený výstupní výkon – běžné operační zesilovače dávají pouze velmi malý výstupní výkon. Konstruují se ovšem i speciální OZ s vyšším výkonem použitelné například jako koncové stupně menších audiozesilovačů
- Omezený výstupní proud – maximální výstupní proud běžných OZ dosahuje obvykle řádově hodnot kolem 20 mA, starší typy vyžadovaly na výstupu ochranný rezistor proti přetížení